# Kham jezici
Kham jezici, sinotibetska podskupina od (4) jezika iz Nepala koja čini dio šire skupine kham-magar-chepang-sunwari. Predstavnici su gamale kham ili gamale [kgj], 13,100 (2000); sheshi kham ili sheshi [kip], 20,000 (2003); istočni parbate kham ili nisel, nisi [kif], 7,500 (2003 SIL); i zapadni parbate kham [kjl], 24,500 (2003 SIL).

## Vanjske poveznice
- Ethnologue (14th)
- Ethnologue (15th)